# Orangeville A's
Gli Orangeville A's sono stati una società di pallacanestro canadese con sede a Orangeville, nell'Ontario.
Nacquero nel 2013 a Brampton, come Brampton A's, per partecipare al campionato della NBL Canada. Nel 2015 si trasferirono a Orangeville, cambiando denominazione fino allo scioglimento nel 2017.

## Stagioni
| Stagione | Lega       | Denominazione   | V  | P  | %    | Piazzamento | Play-off               |
| -------- | ---------- | --------------- | -- | -- | ---- | ----------- | ---------------------- |
| 2013-14  | NBL Canada | Brampton A's    | 27 | 13 | 67,5 | 2º          | Quarti di finale       |
| 2014-15  | NBL Canada | Brampton A's    | 18 | 14 | 56,3 | 2º          | Semifinale             |
| 2015-16  | NBL Canada | Orangeville A's | 14 | 26 | 35,0 | 4º          | Quarti di finale       |
| 2016-17  | NBL Canada | Orangeville A's | 16 | 24 | 40,0 | 4º          | Semifinali di division |